# ممنوعیت معاشرت با غیریهودیان
ممنوعیت معاشرت با جنتیل‌ها (عبری: הלכות הרחקה מגויים) قوانینی هستند که معاشرت یهودیان با غیریهودیان (جنتیلها) را ممنوع می‌کنند تا جلوی صمیمیت بین یهودیان و جنتیلها و ازدواج بین آنها را بگیرند. به صورت سنتی این قوانین هجده مسئله نامیده می‌شوند.
این قوانین شامل ممنوعیت استفاده از شیر یا آشپزی جنتیل‌ها می‌شوند. روغن زیتون جنتیلها نیز در زمانی ممنوع بود ولیکن دوباره آزاد شد. ممنوعیت در مورد شرابی که توسط جنتیل‌ها تولید شده باشد یا توسط آنان مورد تماس گرفته شده باشد نیز وجود دارد.
این قوانین به صورت سنتی شیر جنتیل‌ها یا آشپزی جنتیل‌ها نامیده می‌شدند ولیکن به دلیل سانسور توسط یهودیان مسیحی‌شده لغات جنتیل یا خارجی با لغت بت‌پرست جایگزین شدند تا جلوی خشم مسیحیان نسبت به یهودیان گرفته شود. با این حال تلمود اعتقاد دارد که مسیحیان به دلیل اعتقاد به تثلیث و صلیب جزو بت پرستان محسوب می‌شوند.